# Finsko na Zimních olympijských hrách 1976
Finsko na Zimních olympijských hrách 1976 v Innsbrucku reprezentovalo 47 sportovců, z toho 38 mužů a 9 žen. Nejmladším účastníkem byl Harri Blumen (18 let, 3 dny), nejstarší pak Marjatta Kajosmaa (38 let, 9 dní). Reprezentanti vybojovali 7 medailí, z toho 2 zlaté, 4 stříbrné a 1 bronzovou.

## Medailisté
| Medaile | Jméno                                                               | Sport         | Disciplína                |
| ------- | ------------------------------------------------------------------- | ------------- | ------------------------- |
| Zlato   | Arto Koivisto Juha Mieto Matti Pitkänen Pertti Teurajärvi           | Běh na lyžích | Muži – štafeta 4 x 10 km  |
| Zlato   | Helena Takalová                                                     | Běh na lyžích | Ženy 5 km                 |
| Stříbro | Heikki Ikola                                                        | Biatlon       | Muži 20 km                |
| Stříbro | Henrik Flöjt Heikki Ikola Esko Saira Juhani Suutarinen              | Biatlon       | Muži – štafeta 4 x 7.5 km |
| Stříbro | Helena Takalová                                                     | Běh na lyžích | Ženy 10 km                |
| Stříbro | Marjatta Kajosmaa Hilkka Riihivuori Liisa Suikhonen Helena Takalová | Běh na lyžích | Ženy – štafeta 4 x 5 km   |
| Bronz   | Arto Koivisto                                                       | Běh na lyžích | Muži 15 km                |